# Marcos, Ilocos Norte
Marcos là một đô thị hạng 4 ở tỉnh Ilocos Norte, Philippines. Theo điều tra dân số năm 2007, đô thị này có dân số 16.711 người trong 3.059 hộ.

## Các đơn vị hành chính
Marcos được chia ra 13 barangay.
- Pacifico (Agunit)
- Imelda (Capariaan)
- Elizabeth (Culao)
- Daquioag
- Escoda
- Ferdinand
- Fortuna
- Lydia
- Mabuti
- Valdez (Biding)
- Tabucbuc (Ragas)
- Santiago
- Cacafean